# Лінійні кораблі типу «Флорида»
Лінійні кораблі 
Лінійні кораблі типу «Флорида» (англ. Florida-class battleship) -  тип лінійнийх кораблів ВМС США 1910-х років.

## Конструкція

Схема корабля

Кораблі були спущені на воду у  1910 та 1909 році відповідно,а введені в експлуатацію.1911 року. Їх розміри дещо зросли у порівнянні з попереднім типом «Делавер», але в іншому конструкція мало змінилася.  Це був перший тип лінкорів США, в якому всі кораблі отримали парові турбіни. Хоча представник типу «Делавер» «Норт Дакота»  отримала експериментальні турбіни,  сам «Делавер» пересувався завдяки паровій машині потрійного розширення.

### Озброєння
Головним озброєнням кораблів були десять 305-мм гармат Mark 6 з довжиною ствола  45 калібрів, розміщених у п'яти гарматних баштах.
Артилерія малого калібру складалась з шістнадцяти 127-мм гармат Mark 7. Чотири гармати розміщувались в кормовому казематі, два - в носовому каземаі, і два над ним. Решта вісім гармат розміщувались в основному казематі.
У 1917 році були встановлені шість 76-мм зенітних гармат Mark 2.
Торпедне озброєння складалось з двох 533-мм торпедних апаратів, розміщених вздовж бортів.

## Служба
Обидва кораблі типу «Флорида» брали участь у Другій битві при Вера-Крус 1914 року, висадивши власні підрозділи морської піхоти у рамках операції. Після вступу Сполучених Штатів у Першу світову війну в 1917 році обидва кораблі були відправлені в Європу. «Флорида» приєдналася до Великого флоту і базувалася у Скапа-Флоу. У грудні 1918 року лінкор супроводжував президента Вудро Вільсона до Франції для мирних переговорів.  «Юта» була призначена для супроводження конвоїв. Корабель базувався в Ірландії і зустрічав конвої, коли вони наближалися до європейського континенту.
Збережені відповідно до Вашингтонського військово-морського договору 1922 року, обидва кораблі були суттєво модернізовані, зокрема встановлено протиторпедні блістери та оснавщено нафтовими котлами. Втім лінкори були демілітаризовані відповідно до умов Лондонського військово-морського договору 1930 року. «Флорида» була списана, «Юта» переобладнана спочатку на радіокерований корабель-мішень, а потім на тренувальний для навчань зенітників. Він виконував відповідні функції, поки не був потоплений японцями під час атаки на Перл-Харбор 7 грудня 1941 року. Корпус колишнього лінкора ніколи не піднімався і залишається на дні гавані як військовий меморіал.

## Представники
| Назва             | Номер | Верф                                      | Закладений          | Спущений на воду    | Вступив у стрій      | Доля                                                        |
| ----------------- | ----- | ----------------------------------------- | ------------------- | ------------------- | -------------------- | ----------------------------------------------------------- |
| «Флорида» Florida | BB-30 | Brooklyn Navy Yard, Нью-Йорк              | 8 березня 1909 року | 12 травня 1910 року | 15 вересня 1911 року | Зданий на злам у 1931 році                                  |
| «Юта» Utah        | BB-31 | New York Shipbuilding Corporation, Камден | 8 березня 1909 року | 23 грудня 1909 року | 31 серпня 1911 року  | Потоплений 7 грудня 1941 року під час нападу на Перл-Гарбор |